# فيرونيكا مالا
فيرونيكا مالا مواليد 6 مايو 1994 في بيسك، هي لاعبة كرة يد تشيكية تلعب كجناح أيسر. مثلت منتخب التشيك لكرة اليد للسيدات.

## سجل المنافسة
شاركت في البطولات التالية:
- بطولة أوروبا لكرة اليد للسيدات 2016

## روابط خارجية
- فيرونيكا مالا على موقع الاتحاد الدولي لكرة اليد (الإنجليزية)
- فيرونيكا مالا على موقع الاتحاد الأوروبي لكرة اليد (الإنجليزية)
- فيرونيكا مالا على موقع الدوري الفرنسي لكرة اليد للسيدات (الفرنسية)